# ヴェルフ2世 (アルトドルフ伯)
ヴェルフ2世（Welf II., 960/70年 - 1030年3月10日）は、古ヴェルフ家出身でシュヴァーベンのアルトドルフ伯である。

## 生涯
ヴェルフ2世はアルトドルフ伯ルドルフ2世と、シュヴァーベン公コンラート1世の娘イタとの間の息子である。ヴェルフ2世はラーフェンスブルクに城を建設した。
1020年代に、ヴェルフはアウクスブルクおよびフライジングの司教と対立した。ハインリヒ2世の弟アウクスブルク司教ブルーノの宝物を略奪し、アウクスブルクの町を破壊した。
ヴェルフ2世は1024年にザーリアー家のコンラート2世のローマ王選出に反対したが、最終的に折れざるを得なかった。翌年、ヴェルフ2世はバーベンベルク家のシュヴァーベン公エルンスト2世が起こした反乱に参加したが、1027年についに降伏した。ヴェルフ2世は恐らく監禁中の1030年に死去し、ヴァインガルテン修道院に埋葬された。

## 結婚と子女
ヴェルフ2世はモーゼルガウ伯フリードリヒの娘イミツァと結婚し、少なくとも2人の子女をもうけた。
- ヴェルフ3世（1007年頃 - 1055年）[8] - ケルンテン公
- クニグンデ（1020年頃 - 1054年）[8] - エステ辺境伯アルベルト・アッツォ2世と結婚